# Saturnia (Schiff)
Die Saturnia war ein 1927 in Dienst gestelltes Transatlantik-Passagierschiff der italienischen Reederei Cosulich Line mit Heimathafen in Triest. In der Endphase des Zweiten Weltkriegs diente das Schiff unter der Bezeichnung USAHS Frances Y. Slanger als Hospitalschiff für die USA. Nach dem Krieg wieder in italienischen Händen, wurde sie 1965 außer Dienst gestellt und im selben Jahr abgewrackt.

## Das Schiff
Das 23.940 BRT große Motorschiff Saturnia entstand auf der Schiffswerft Cantiere Navale Triestino im italienischen Monfalcone und lief am 29. Dezember 1925 vom Stapel. Sie war das Schwesterschiff der 23.970 BRT großen Vulcania, die ein Jahr später (19. Dezember 1926) bei derselben Werft vom Stapel lief. Die beiden Ozeandampfer hatten einen Schornstein, zwei Masten und zwei Propeller und wurden für die Cosulich Società Triestina di Navigazione (meist Cosulich Line genannt) mit Sitz in Triest gebaut. Dies war das Nachfolgeunternehmen der ehemaligen österreichischen Reederei Austro-Americana, die mit der Übergabe Triests an Italien nach dem Ersten Weltkrieg in italienische Hände kam.
Die Saturnia war 191,9 Meter lang, 24,3 Meter breit und konnte eine Geschwindigkeit von 21 Knoten erreichen. Die Passagierunterkünfte waren für 305 Reisende in der Ersten Klasse, 460 in der Zweiten Klasse, 310 in der classe intermedia (Mittelklasse) und 700 in der Dritten Klasse bemessen. Das Schiff wurde für den Personenverkehr von Italien nach New York und Südamerika gebaut. Sie und die Vulcania gehörten bei ihrer Indienststellung Mitte der 1920er Jahre zu den größten Motorschiffen der Welt.
Am 21. September 1927 lief die Saturnia in Triest zu ihrer Jungfernfahrt nach Südamerika via Neapel und Marseille aus. Am 1. Februar 1928 legte sie zu ihrer ersten Atlantiküberquerung nach New York ab. Beim Umbau von 1935/36 erhielten die Saturnia und ihre Schwesterschiffe allesamt ein Schwimmbad.
Am 1. Januar 1937 wurde in Genua das neue Unternehmen Italia Società di Navigazione gegründet, das im englischen Sprachraum als Italian Line bekannt ist und das die Bestände der staatlichen Reederei Italia Flotte Riunite übernahm. Diese war wiederum 1932 aus dem Zusammenschluss der bis dahin unabhängigen italienischen Reedereien Navigazione Generale Italiana, Lloyd Sabaudo und Cosulich Line hervorgegangen. Die Saturnia kam somit 1937 zur Italia Società di Navigazione.

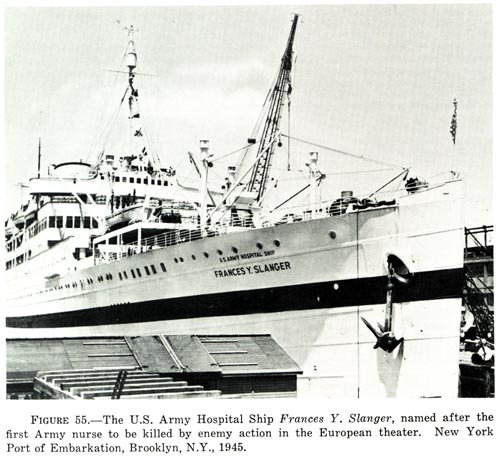
Im Dienst als US-Hospitalschiff USAHS Frances Y. Slanger in New York, 1945.

Im Mai 1940 im New Yorker Hafen interniert, wurde das Schiff im Dezember 1941 von den Vereinigten Staaten beschlagnahmt und 1945 in ein Hospitalschiff umgewandelt. Am 13. Februar 1945 wurde das Schiff unter dem Namen USAHS Frances Y. Slanger als Hospitalschiff für die United States Navy in Dienst gestellt. Es wurde nach Frances Y. Slanger (1913–1944) benannt, einer US-amerikanischen Feldkrankenschwester, die am 21. Oktober 1944 im belgischen Elsenborn bei einem Artillerieangriff der deutschen Wehrmacht ums Leben kam. Sie war die erste amerikanische Krankenschwester, die im Zweiten Weltkrieg in Europa durch Feindeinwirkung starb.
Im November 1946 wurde das Schiff wieder Italien überstellt und wieder in Saturnia umbenannt. Es wurde generalüberholt und konnte von da an 240 Passagiere der Ersten Klasse, 270 der Zweiten Klasse und 860 in der Touristenklasse befördern. Am 20. Januar 1947 lief sie zu ihrer ersten Nachkriegsfahrt von Genua über Neapel nach New York aus. Am 3. Oktober 1955 begann ihre letzte Fahrt auf dieser Route. Anschließend wurde die Saturnia auf die Mittelmeer-USA-Kanada-Route gesetzt und lief in Nordamerika unter anderem Halifax, Boston und New York an. Am 7. März 1965 lief sie zu ihrer allerletzten Fahrt über den Atlantik aus. Am 7. Oktober desselben Jahren traf sie in La Spezia ein, wo kurz darauf der Abbruch begann.